# لوربیک
لوربیک (به هلندی: Loerbeek) یک منطقهٔ مسکونی در هلند است که در مونتفرلاند واقع شده‌است. لوربیک c نفر جمعیت دارد.